# Adam Harper
Adam James Harper (né à Lowestoft) est un mathématicien britannique qui travaille en théorie analytique et probabiliste des nombres. 

## Carrière
Harper a étudié à l'université d'Oxford (Exeter College), où il a remporté le prix Oxford Junior Mathematics, et a obtenu son doctorat sous la direction de Ben Joseph Green à l'université de Cambridge en 2012 (titre de sa thèse : Some topics in analytic and probabilistic number theory). À Cambridge, il a remporté le prix Smith. Il était un étudiant postdoctoral au Centre de recherches mathématiques à Montréal auprès de Andrew Granville, puis de 2013 à 2016 chercheur au Jesus College de l'université de Cambridge. Il est professeur assistant à l'université de Warwick.
En 2018, il était professeur invité Simon au Centre de recherches mathématiques de Montréal.

## Contributions scientifiques
Harper a travaillé sur la fonction zêta de Riemann et son comportement sur la droite critique, sur les  fonctions arithmétiques multiplicatives aléatoires, sur les équations pour les unités S (des entiers qui ont leurs facteurs premiers dans un ensemble S), les entiers friables et la méthode du grand crible. Encore étudiant, il a réfuté une conjecture énoncée de longue date d'après laquelle la somme de fonctions arithmétiques multiplicatives aléatoires (où la somme est sur les entiers d'un grand intervalle allant de 1 à un entier x) aurait une distribution normale. Il était connu (par Bob Hough) qu'elles sont normalement distribuées si la somme est sur les nombres entiers avec un nombre fixe k de facteurs premiers. Selon Harper, cela s'applique également si k est petit par rapport à  {\displaystyle \ln \ln x} ; cependant, presque tous les nombres dans l'intervalle [1, x] ont à peu près  {\displaystyle \ln \ln x} facteurs premiers. Si k est de l'ordre de grandeur de  {\displaystyle \ln \ln x} , la somme n'est pas normalement distribuée. 
Harper a prouvé, en admettant l'hypothèse de Riemann, une majoration asymptotique du même ordre de grandeur que les conjectures de Jonathan P. Keating et Nina Snaith pour les moments d'ordre supérieur de la fonction zêta de Riemann sur la droite critique, c'est-à-dire
{\displaystyle \int _{0}^{T}{|\zeta ({\frac {1}{2}}+it)|}^{2k}dt\leq C_{k}T(\log T)^{k^{2}}}
pour une certaine constante Ck > 0 et tout T ≥ 2.
La formule pour k = 1,2 était déjà connue, mais la question pour des valeurs de k plus élevées était ouverte. Harper a considéré le cas général et a établi la borne correcte, améliorant ainsi un travail de Kannan Soundararajan (lequel avait obtenu une majoration à un facteur {\displaystyle (\log T)^{\varepsilon }} près). Il a également fait des progrès significatifs concernant une  conjecture Hiary, Fiodorov et Keating sur la forme asymptotique de la valeur maximale de la fonction zêta de Riemann sur la droite critique pour presque tous les intervalles de longueur  1. 
Il a également fourni des résultats profonds sur les équations des unités S, c'est-à-dire sur les équations de forme {\displaystyle a+1=b} avec les facteurs premiers pour {\displaystyle a,b} pris dans un ensemble fini S. Plus précisément, il a considéré de telles équations pour les nombres friables. 
Harper a donné les résultats les plus forts à ce jour en ce qui concerne la répartition des nombres friables dans les suites arithmétiques (l'analogue du  théorème de Bombieri-Vinogradov pour les nombres friables au lieu des nombres premiers). D'autres résultats concernent la course de nombres premiers de Daniel Shanks et Alfréd Rényi. Il a contribué à la nouvelle approche de la théorie analytique des nombres par Andrew Granville et K. Soundararajan  en donnant une nouvelle preuve du théorème de Gábor Halász concernant la borne supérieure des valeurs moyennes des fonctions arithmétiques multiplicatives,.

## Prix
En 2019, Harper a reçu le prix SASTRA Ramanujan. 
En 2020, il a reçu le prix Whitehead de la London Mathematical Society. 